# Kostel svatého Mikuláše (Kašperské Hory)
Kostel svatého Mikuláše a kaple svaté Anny včetně hřbitova jsou jedny z nejzajímavějších architektonických památek Kašperských Hor.
Ke kostelu vede silnice z města Kašperské Hory, které je od celého kostelního komplexu vzdálené 1,5 km. Kostel se nachází na úpatí vrchu Vinice.  Současný kostel byl pravděpodobně vystavěn na místě, kde se původně nacházela menší svatyně, která současně sloužila jako farní středisko. Ve stejné době fungovala jako pohřebiště. Stavba vznikla ve spojitosti s okolní těžbou zlata. Hřbitovní kostel sv. Mikuláše měl od svého vzniku status farního kostela a zůstal jím až do 16. století. Dnes je filiálním kostelem, který náleží k římskokatolické farnosti Kašperské Hory, jež je součástí českobudějovické diecéze.

## Historie
Kostel včetně hřbitova a kaple sv. Anny společně obehnaný zdí stojí v dominantní poloze na úpatí vrchu Vinice a je zdaleka viditelný. Důvod, proč byl tento kostel, dokončený kolem roku 1330, postaven na tomto vzdáleném místě mimo vlastní intravilán města, dosud objasněn nebyl, i když byl předmětem zájmu řady badatelů. Ti ale dosud k jednoznačným závěrům nedošli.
Současná stavba kostela vznikla někdy kolem roku 1315 a první dochované záznamy pocházejí z roku 1330. Na počátku 14. století vznikaly stavební základy lodě, presbytáře a věže se sakristií. Je možné, že ve stejné době bylo stavěno i prvotní opevnění kostela. V 18. století prošel kostel barokními úpravami. Hřbitovní kaple sv. Anny byla pravděpodobně postavena ve 30. letech 16. století a prošla úpravami v 17. a 18. století. Dnešní ohrazení celého komplexu je barokní a jeho vstupní brána byla přestavěna asi na konci 19. století.
Osamocená poloha je vysvětlována různě; obvykle se soudí, že je to důsledek starší zástavby. Terénní průzkumy v bezprostředním okolí kostela sv. Mikuláše příliš rozsáhlou důlní činnost neprokázaly (důkladný archeologický průzkum ale doposud proveden nebyl). Větší zástavba se sice předpokládá, ale doložena nebyla (dnes je u kostela jen jedna budova). Nejstarší zpráva o osídlení je v listině s datem 24. srpna 1345, v níž jmenovaný „Hermannus de sancto Nicolao“ věnuje k záduší kostela své pole. O 100 let později jsou doloženy nejméně dvě usedlosti v držení města Sušice, které v roce 1584 odkoupilo město Kašperské Hory. A v urbáři z té doby je uvedeno sedm poplatníků, tj. pravděpodobně sedm usedlostí.

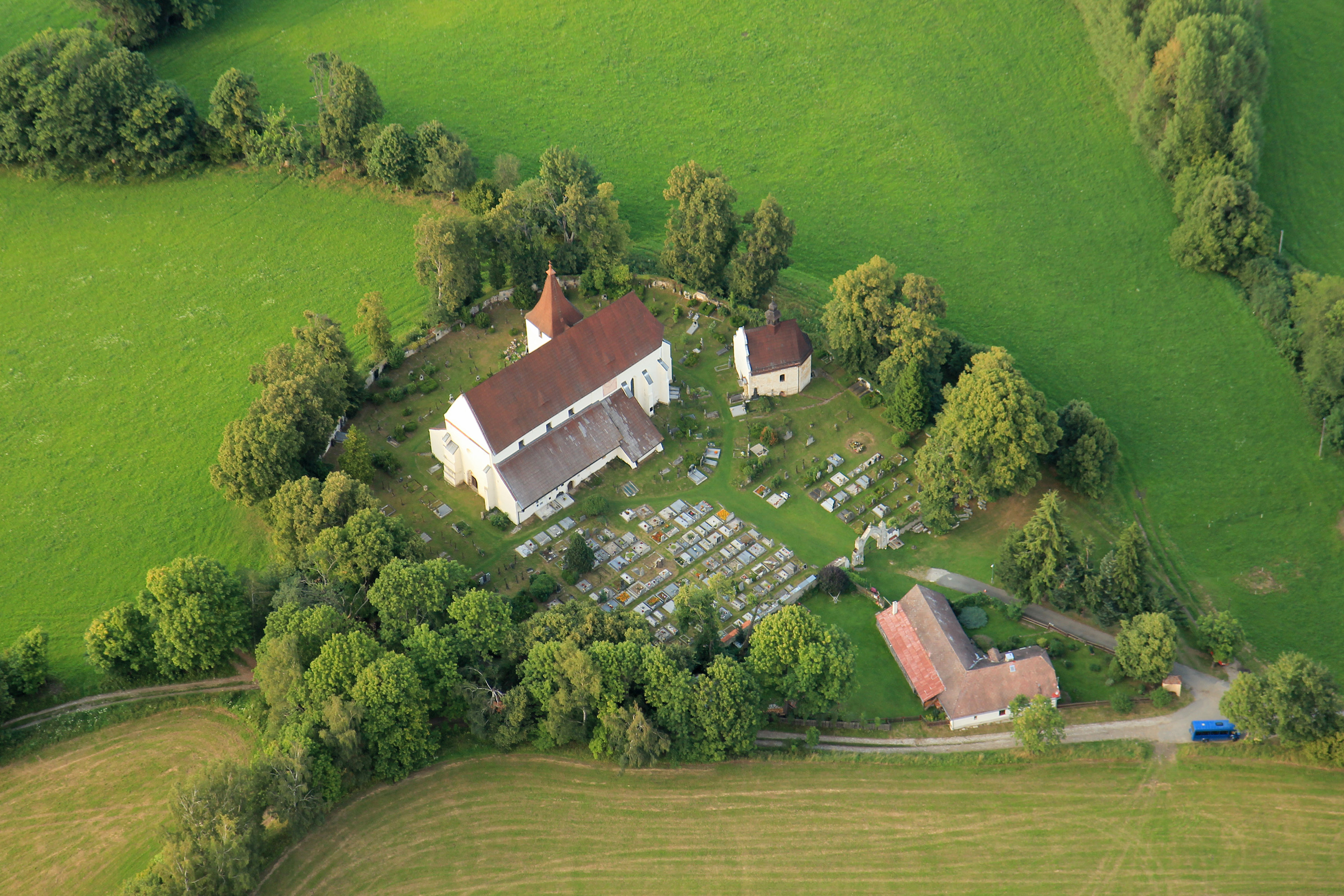
Kostel sv. Mikuláše (letecký snímek)

Karel Kuča soudí, že původní historické osídlení bylo rozptýleno právě zde na svazích a vrcholku mezi nynějšími Kašperskými Horami a Rejštejnem, což situování kostela dokazuje. A dle jeho názoru napovídá tomu i původní název obce - Berg Reichenstein. Dnešní město leží na nejnižším místě sedla horského výběžku a nemohlo tedy by být „horou“ nazváno. Současně upozorňuje, že ve středověku existovalo společné dvojměstí – Berg Reichenstin a Unter Reichenstein. Někteří badatelé usuzují také o původní zástavbě dřevěné, jejímu potvrzení však chybí podstatnější nálezy stejně jako teorii o možném hornickém osídlení od Rejštejna až po Kašperské Hory, jehož by kostel byl pomyslným středem. Osídlení u sv. Mikuláše v žádných dochovaných pramenech není ztotožňovalo s Kašperskými Horami, pravděpodobně bylo majetkem královského města Sušice. Větší osídlení okolí kostela tedy dosud není prokázáno, ačkoliv nalezené hrobky při archeologických výzkumech z let 1928 a 2002 dokazují hypotézu, že kostel vznikl na místě starší a méně reprezentativní svatyně.

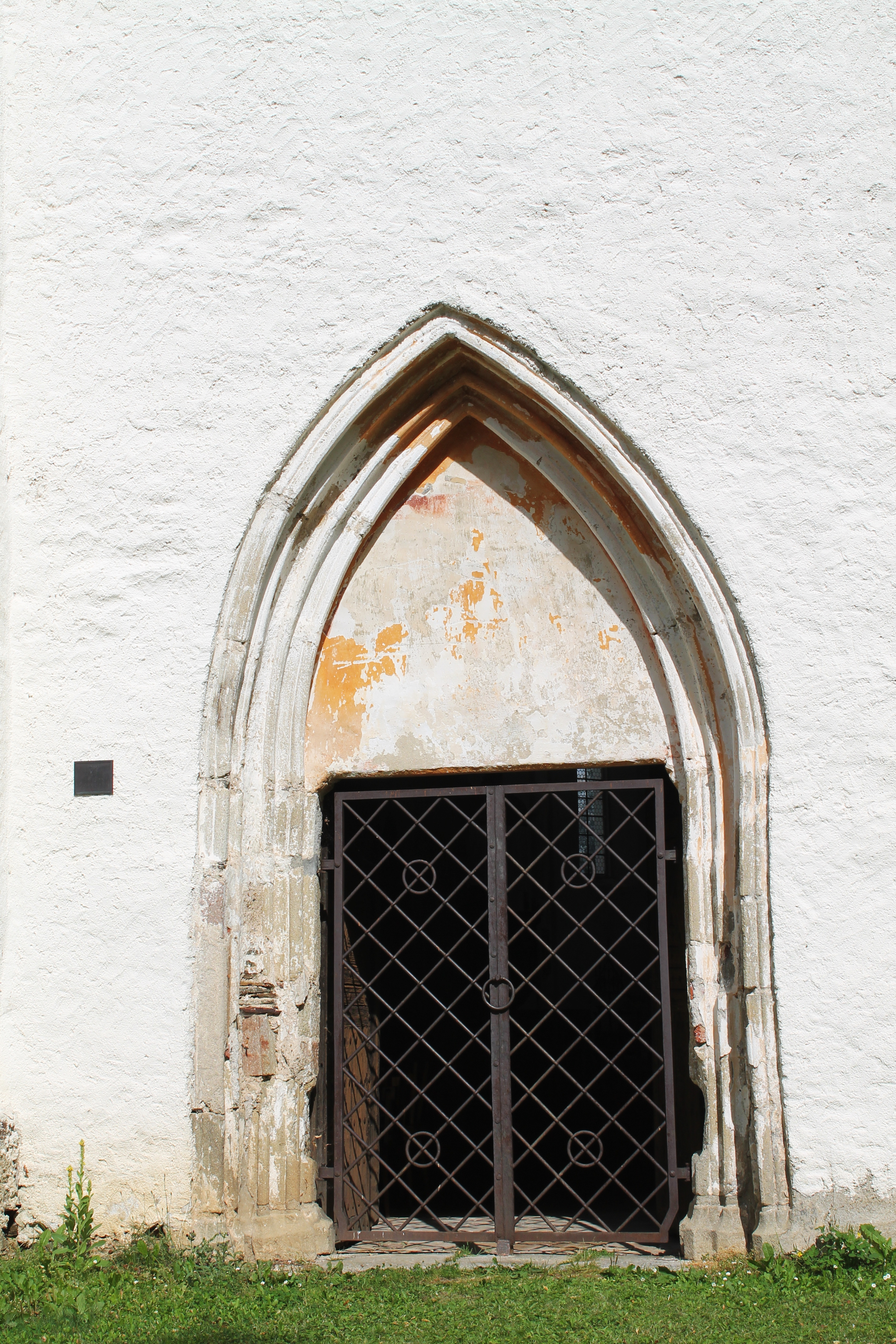
Portál na západní straně vlevo

V době předhusitské měl patronátní právo král a kostel byl až do 16. století kostelem farním, což se vysvětluje tím, že místní horníci (pravděpodobní stavebníci) potřebovali svatyni k modlitbám a požehnání v dolech.
Historiografie 19. století interpretuje založení kostela dokonce jako místo cechovních shromáždění havířů.
Osídlení u kostela protínala dálková stezka (která napomohla k udělení privilegia Kašperským Horám v roce 1345 Janem Lucemburským). Vznik soustředěné městské lokace nynějšího města představuje zřejmě až druhou vývojovou fázi, kterou lze spojit se stavbou kostela sv. Linharta (dnes sv. Markéty) uprostřed horní osady Reichenstein.

### Program záchrany architektonického dědictví
V rámci Programu záchrany architektonického dědictví bylo v letech 1995-2014 na opravu památky čerpáno 8 195 000 Kč.
| rok    | 1999 | 2000 | 2001  | 2002  | 2003  | 2004 | 2005  | 2006 | 2007 |
| ------ | ---- | ---- | ----- | ----- | ----- | ---- | ----- | ---- | ---- |
| částka | 800  | 850  | 1 000 | 1 700 | 1 100 | 900  | 1 000 | 595  | 250  |

## Stavební podoba

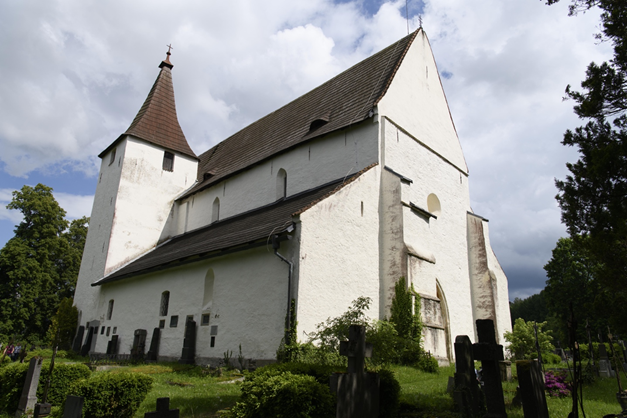

Kostel sv. Mikuláše stojí v komplexu, kde se nachází hřbitov a kaple sv. Anny. Celé toto uskupení je ohraničeno ohradní zdí se vstupní branou na jižní straně. Kostel samotný je trojlodní bazilika s polygonálně uzavřeným presbytářem, který je zaklenutý křížovou žebrovou klenbou a v jeho závěru je pro zaklenutí využita paprsčitá klenba. Na severní stěnu presbytáře je napojena hranolovitá věž, kde je v jejím přízemí vložena sakristie. Sakristie byla zaklenuta křížovou žebrovou klenbou, ale jednotlivá žebra se do současnosti nedochovala. Na jižní straně presbytáře je vestavěno dvoudílné sedile, jehož dva oblouky jsou rozděleny okřídlenou nestvůrou na konzole. Hlavní loď kostela je plochostropá, přičemž strop z roku 1700 se skládá z malovaných prken, na kterých je vyobrazen znak města a ornamentálně zpodobněné květy. Stropní malba je dílem malíře a purkmistra Kašperských Hor V. A. Groffa. Na západní straně se nachází dřevěný kůr s umístěnými varhanami. Boční lodě jsou oddělené gotickými arkádami a až na jedno pole v severní boční lodi jsou stejně jako hlavní loď plochostropé. Toto zmíněné pole je zaklenuté křížovou klenbou. Do kostela lze vejít dvěma vstupními portály. Prvním je profilovaný lomený portál a nachází se na západním průčelí kostela. Druhý, menší portál stojí na jižní straně kostela a je jednoduše řešený lomeným obloukem. Z vně kostelní věže jsou viditelná střílnová okénka, která dokazují obranné využití kostela.

## Architektura
Raně gotický trojlodní kostel byl zasvěcen sv. Mikuláši, jehož atributem jsou tři hroudy zlata. Mohutná 40 metrů dlouhá raně gotická trojlodní bazilika s pětiboce zakončeným presbytářem a hranolovou věží se střílnami poukazujícími i na někdejší fortifikační význam kostela je z období před rokem 1330 (západní portál je datován do doby kolem roku 1315). Na vnějších stranách jsou mohutné odstupňované opěráky. Kostel ohromí nejen svými rozměry, ale i vnitřkem. Poměrně úzké boční lodě se otevírají do hlavního prostoru masivními arkádami na čtyřhranných pilířích. V západním průčelí slouží jako hlavní vchod bohatě profilovaný hrotitý portál. V kněžišti je nezvyklý kamenický výklenek k sezení - sedile se dvěma jetelovými oblouky a hlavicí. V severní lodi je i nejstarší kamenný náhrobek zámožného nákladníka zlatých dolů a člena městské rady Mikuláše Höslera z roku 1347.

## Vnitřní vybavení a výzdoba

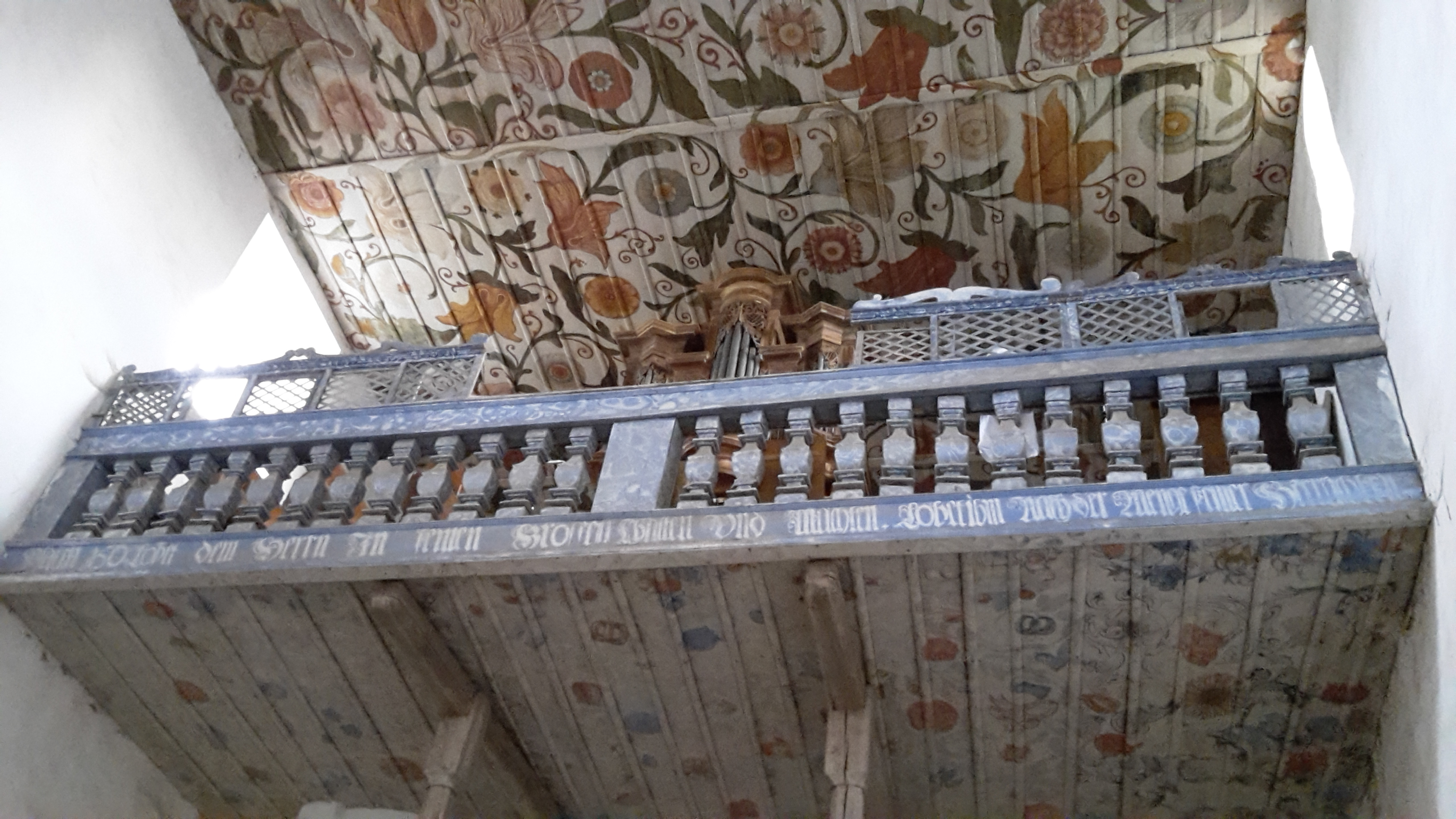
Malovaný strop s kůrem

Uvnitř kostela v hlavní lodi se nachází malovaný dřevěný strop o rozměrech 8,5 a 18,5 metru. Motivy růží, kosatců, tulipánů, jiřin, narcisů, slunečnic a kopretin vymaloval kolem roku 1700 tehdejší purkmistr města Viktorin Antonín Graff. Uprostřed v oválu vavřínového věnce namaloval znak Kašperských Hor. Malba o rozloze 162 m2 je dílo nezvyklé a naprosto gigantické. Od stejného malíře a radního jsou také malby Krista, sv. Petra a Pavla na svatostánku hlavního raně barokního oltáře.
Kromě stropu upoutá také boční akantový bohatě řezaný oltář z roku 1707 s obrazem 10 000 mučedníků od M.F. Kasimira (téma mučedníků bylo aktuální tam, kde důlní neštěstí a nepohřbené oběti byly časté).
Jedinečnou výzdobou jsou i gotické nástěnné malby převážně ze 14. století, které dali pořídit příslušníci hornického patriciátu a ti jsou na malbách často také zobrazeni. Nejzajímavější freskou je trojdílný votivní obraz na severní stěně kněžiště z roku 1330 s postavami sv. Mikuláše, sv. Doroty, prvního zakladatele chrámu Jana Chugnera a faráře Frederika sloužícího mši.

Ze 16. století je sousoší kalvárie na břevnu vítězného oblouku, které je působivé svým umístěním ve volném prostoru mezi lodí a kněžištěm.

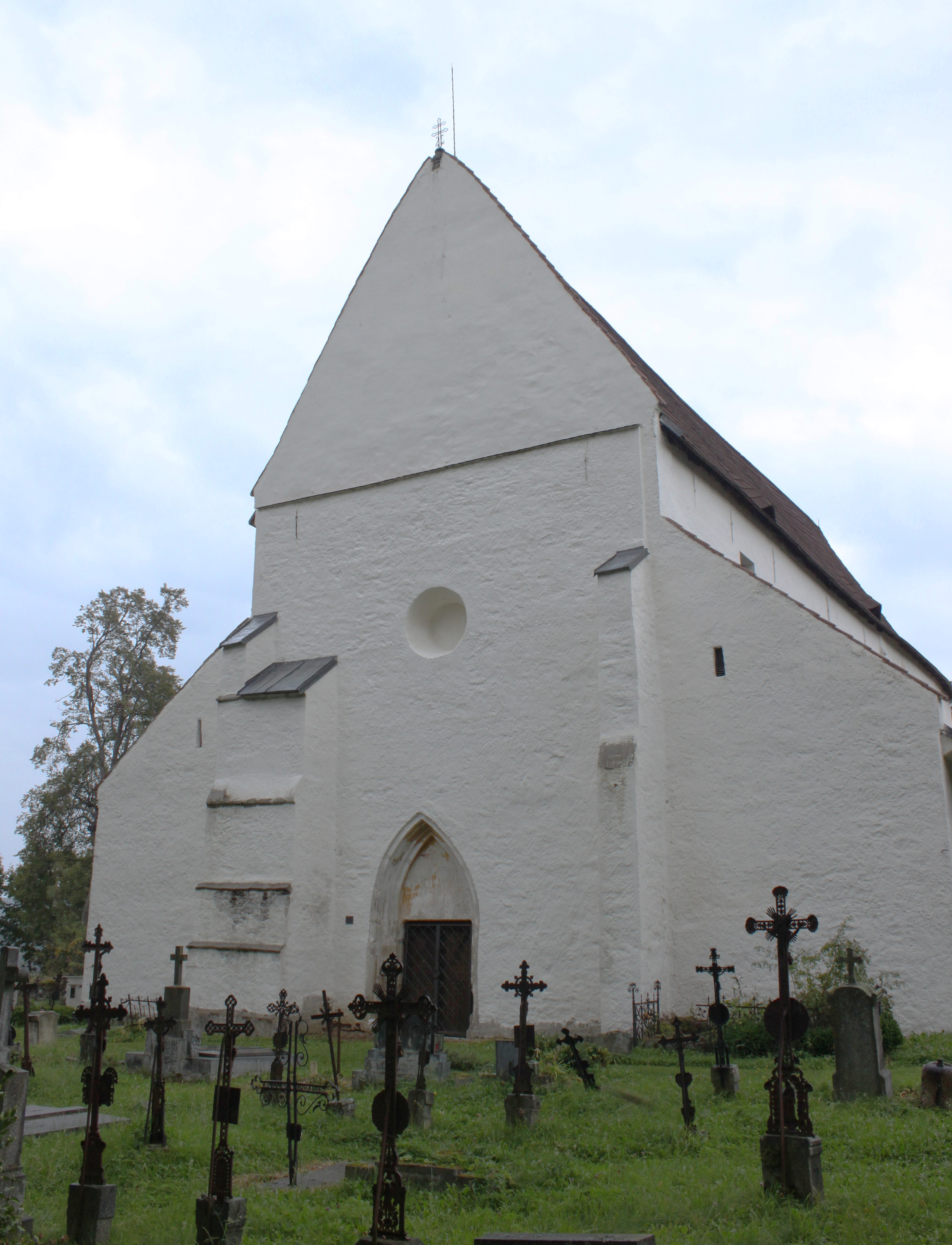
Kostel sv. Mikuláše (západní strana)

## Památková ochrana
Kostel sv. Mikuláše je velmi cenná a originální památka.
Chrám se postupně opravuje od roku 1997. V roce 2018 je již opravena vnější fasáda, střecha, část vnitřní výzdoby (z prostředků Ministerstva kultury ČR a katolické církve). Díky sponzorským darům byla zahájena restaurace cenných varhan z roku 1737 (jedněch ze čtyř, které v kostelích v Kašperských Horách jsou). Mnoho ještě zbývá.

## Zajímavosti
Chrám má také jedinečnou akustiku, v letních měsících se v kostele konají koncerty (Schola Gregoriana Pragensis, Ars Cameralis, Capella Regia aj.)
Uvažuje se o obnově historické části hřbitova s jeho původními prvky jako základu originálního funerálního muzea.

## Galerie

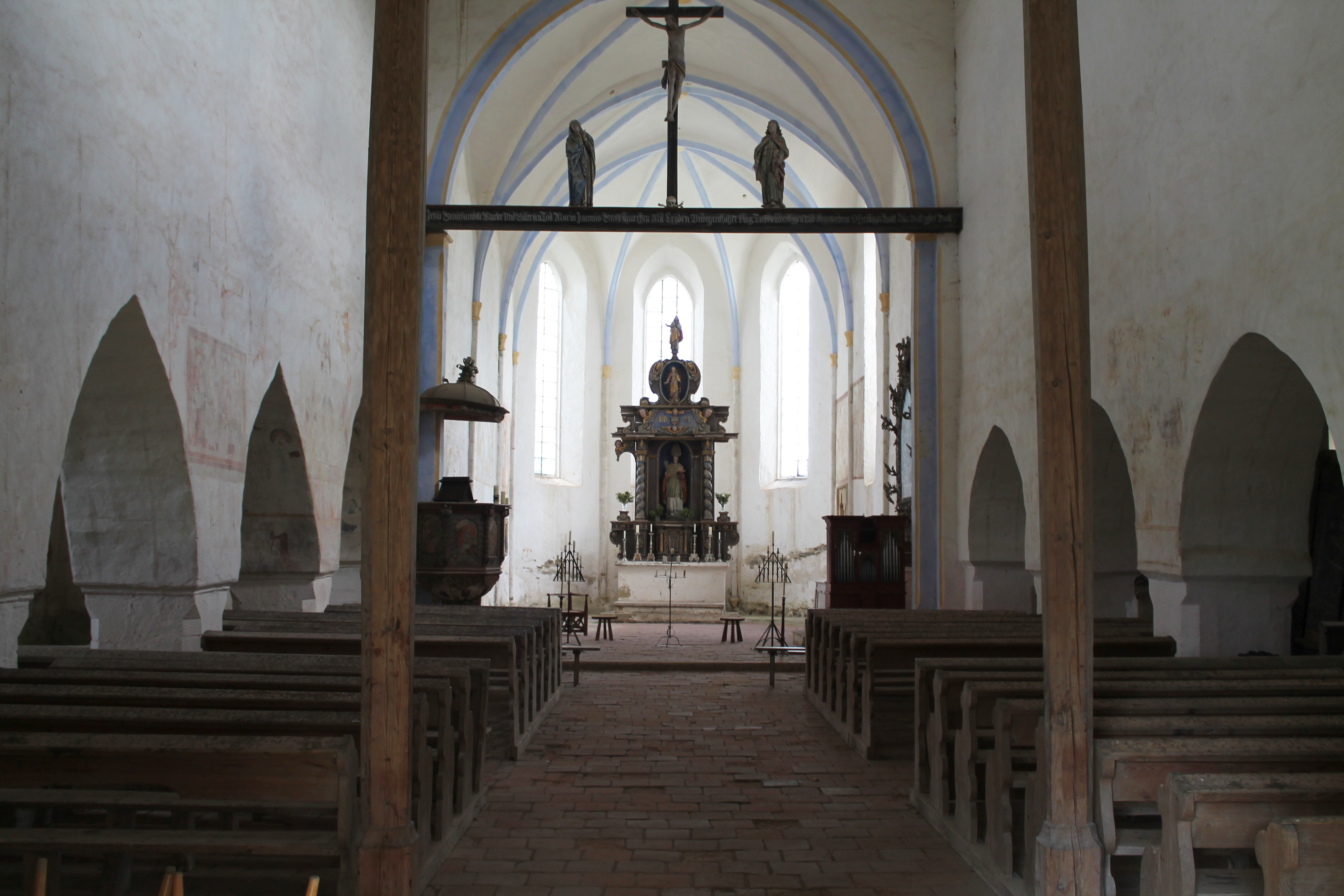
Kostel sv. Mikuláše, pohled hlavní lodí s vítězným obloukem mezi hlavní lodí a kněžištěm
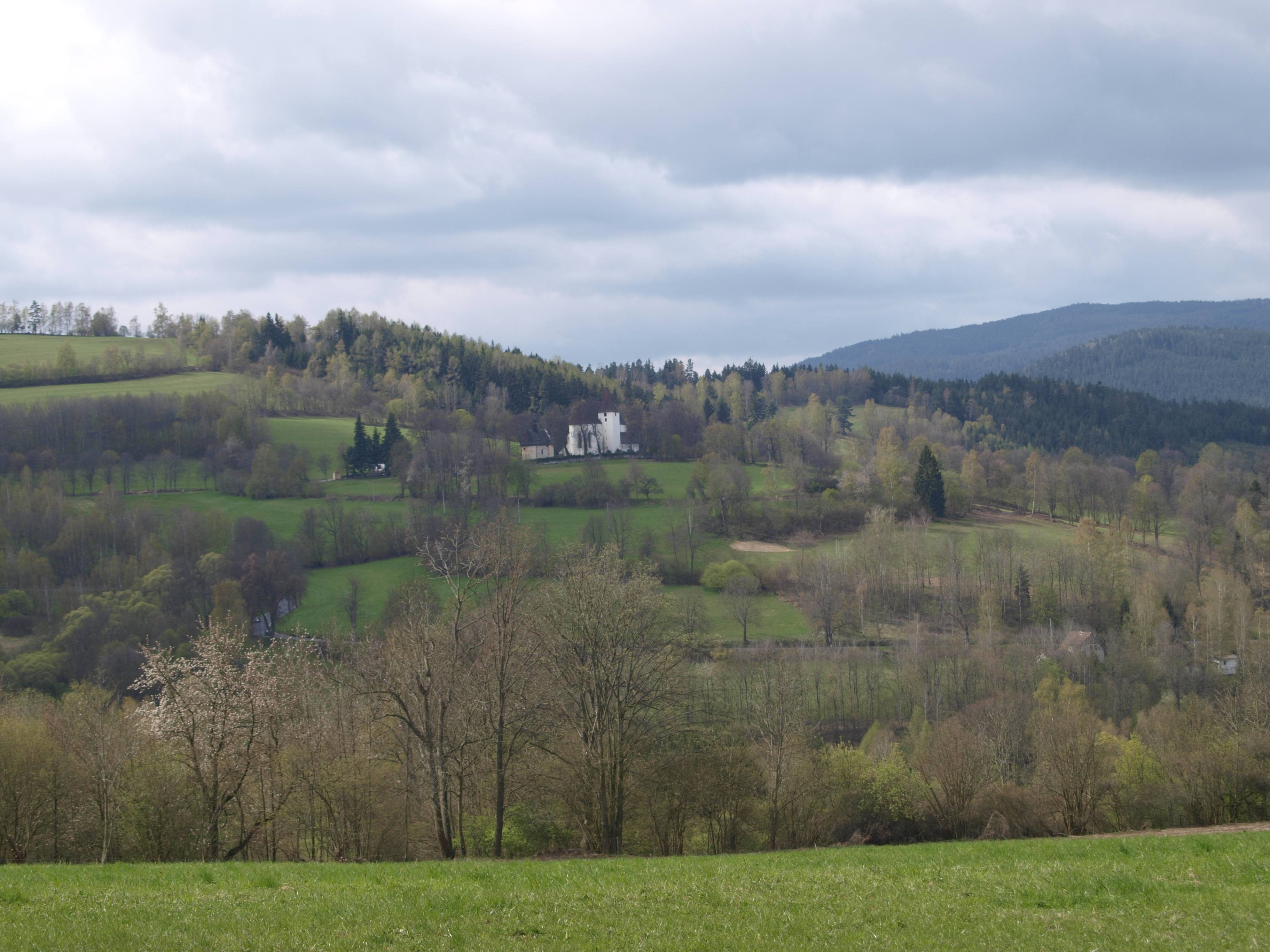
Kostel sv. Mikuláše, pohled z cesty do osady Tuškov
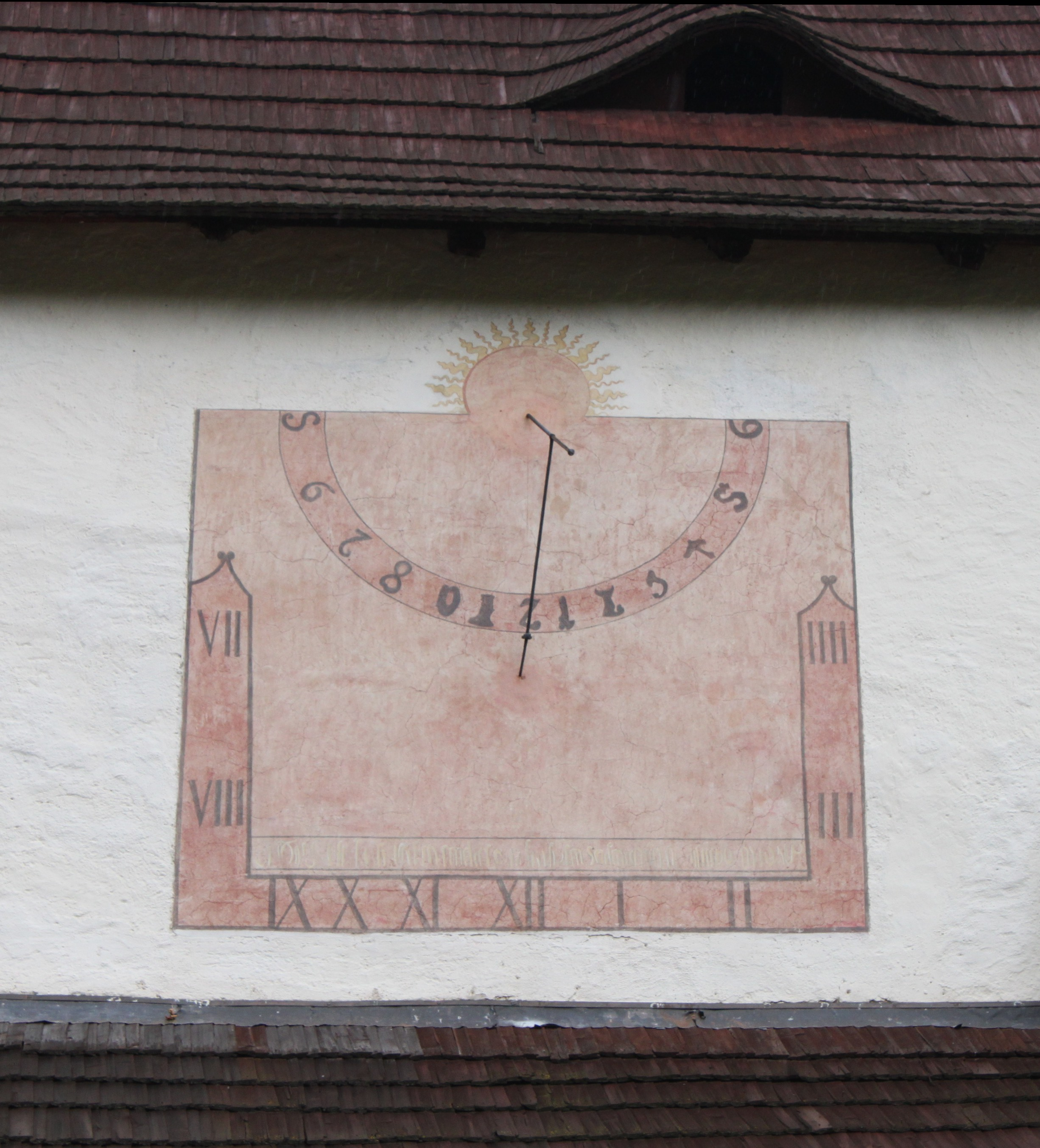
Kostel sv. Mikuláše, sluneční hodiny na jižní straně